# Palmyra (Nebraska)
Palmyra – wieś w Stanach Zjednoczonych, w stanie Nebraska, w hrabstwie Otoe.